# Jürgen Lensch

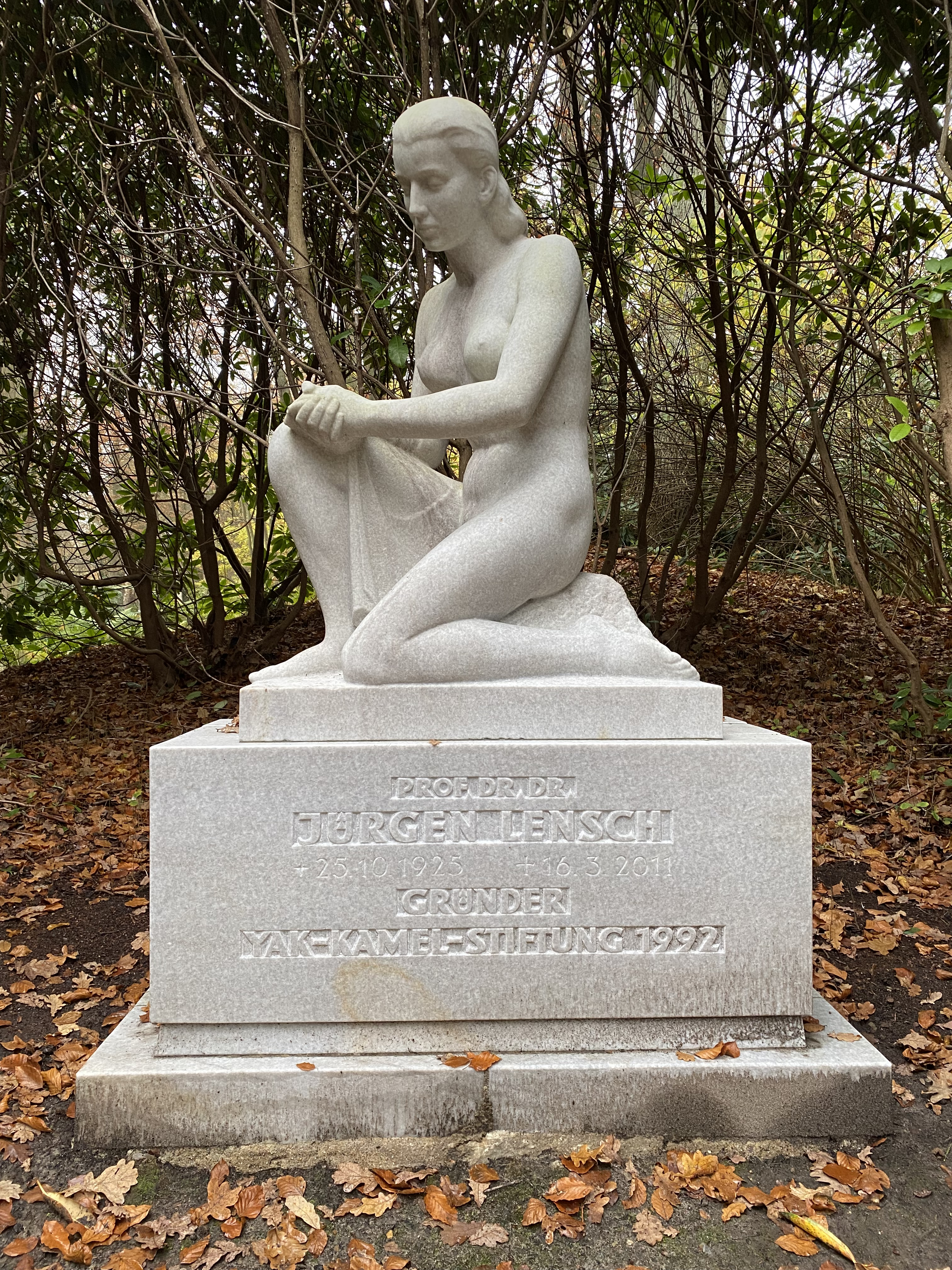
Grabstätte Jürgen Lensch auf dem Friedhof Ohlsdorf

Jürgen Lensch (* 25. Oktober 1925 in Krempe; † 16. März 2011 in der Unterelbe) war ein deutscher Tierarzt und Stiftungsgründer.

## Leben
Jürgen Lensch war der Sohn eines Tierarztes. Nach dem Abitur an der Kaiser-Karl-Schule in Itzehoe wurde er 1943 zum Kriegsdienst eingezogen. Zwei Jahre verbrachte er in Kriegsgefangenschaft in Kanada und England, ehe er 1946 nach Deutschland zurückkehren konnte.
Von 1947 bis zur Erlangung des Staatsexamens 1951 studierte Lensch Veterinärmedizin an der Tierärztlichen Hochschule Hannover. In dieser Zeit erhielt er ein zweisemestriges Stipendium, das ihn in den Jahren 1949 und 1950 an die Königliche Tierärztliche Hochschule in Stockholm führte. Mit Sterilitätsuntersuchungen und Eierstockskontrollen auf der Stutendeckstation in Krempe/Holstein wurde er 1952 zum Doktor der Tiermedizin promoviert. 1954 führte ihn ein einjähriges Fulbright-Forschungsstipendiat an die Cornell University in Ithaca, wo er sich mit den US-amerikanischen Geburtshilfemethoden beschäftigte. 1955 eröffnete er in seiner Geburtsstadt eine Großtierpraxis, die er bis 1980 führte. Hier war Lensch der erste Veterinär, der in Europa einen Kaiserschnitt am stehenden Rind als Laparotomie mit Hilfe der sogenannten Paravertebralanästhesie vornahm.
Darüber hinaus war Lensch in dieser Zeit als Berater für verschiedene Organisationen tätig. So reiste er 1964 im Auftrag des Kieler Instituts für Weltwirtschaft nach Indien, um dort eine Analyse der Rinder- und Wasserbüffelhaltung durchzuführen. 1970 gründete Lensch einen Arbeitskreis für Schweinegesundheit und Schweineproduktion, 1975 einen weiteren für Kälberkrankheiten und Kälberproduktion.
Nach dem Verkauf seiner Praxis arbeitete Lensch als freiberuflicher Agrarberater für Tiergesundheit und -produktion in tropischen Ländern. Bereits 60-jährig wurde er 1985 an der Göttinger Georg-August-Universität mit seiner Dissertation Probleme und Entwicklungsmöglichkeiten der Rinder- und Büffelhaltung in Indien unter besonderer Berücksichtigung der „Heiligen Kühe“ von der Landwirtschaftlichen Fakultät zum Doktor der Agrarwissenschaften promoviert. Zudem lehrte er einige Jahre an der Gujarat University im indischen Ahmedabad.
Mehr als 60 Länder bereiste Lensch in seinem Leben. Durch Aufenthalte im Himalaya und der Mongolei erwuchs sein Interesse an Yaks und Trampeltieren, was schließlich 1992 zur Gründung der Yak-Kamel-Stiftung führte, der er über lange Zeit hinweg vorstand und deren Aufgabe die wissenschaftliche Begleitung dieser Tierarten ist. Seine langjährige, intensive Beschäftigung mit diesen Tierarten brachte Lensch zwei Ehrenprofessuren ein.

## Tod
Aufgrund fortschreitender schwerer Krankheit im Alter, schied Jürgen Lensch in den Abendstunden des 16. März 2011 mit einem Sprung von der Fähre Glückstadt-Wischhafen in die Elbe freiwillig aus dem Leben. Erst Mitte September wurde der Leichnam am Strand bei Brokdorf angespült. Am 18. November fand die Trauerfeier auf dem Hamburger Friedhof Ohlsdorf statt. Die Grabstätte befindet sich im Planquadrat P 11 zwischen der Cordesallee und den Feuerwehrgräbern.

## Auszeichnungen
- 1991: Honorarprofessur der Gujarat University
- 1998: Ehrenprofessur der Lanzhou-Universität
- 2001: Ehrenprofessur der Mongolischen Staatsuniversität für Landwirtschaft
- 2001: Dammann-Medaille der Stiftung Tierärztliche Hochschule Hannover für sein Lebenswerk

## Veröffentlichungen
- mit Peter Schley, Rong-Chang Zhang (Hrsg.): Der Yak (Bos grunniens) in Zentralasien (= Gießener Abhandlungen zur Agrar- und Wirtschaftsforschung des Europäischen Ostens. Band 205). Berlin 1996, ISBN 3-428-08443-8.